# Stéphanie St-Pierre
Stéphanie St-Pierre (* 2. August 1985 in Victoriaville, Québec) ist eine ehemalige kanadische Freestyle-Skierin. Sie war auf die Buckelpisten-Disziplinen Moguls und Dual Moguls spezialisiert. Bei den Weltmeisterschaften 2003 gewann sie die Bronzemedaille in der Einzeldisziplin, im Weltcup gelangen ihr zwei Siege.

## Biografie
Stéphanie St-Pierre bestritt Anfang Januar 1999 im Alter von 13 Jahren ihre ersten Rennen im Nor-Am Cup und belegte auf Anhieb zwei Top-10-Plätze. Knapp vier Jahre später gab sie in Tignes ihr Debüt im Freestyle-Skiing-Weltcup. Nach ersten Spitzenplatzierungen zehn feierte sie Ende Januar 2003 in Fernie auf den Dual Moguls (Parallelbuckelpiste) ihren ersten Weltcupsieg. Bei ihren ersten Weltmeisterschaften in Deer Valley gewann die 17-Jährige lediglich ein halbes Jahr nach ihrer Aufnahme in die Nationalmannschaft hinter Kari Traa und Michelle Roark die Bronzemedaille in der Einzeldisziplin. Auf der Parallelbuckelpiste wurde sie Neunte.
Im Januar 2004 gelang St-Pierre am Mont-Tremblant ihr zweiter Weltcupsieg, diesmal in der Single-Disziplin. Danach fuhr sie regelmäßig unter die besten zehn, vereinzelt auch auf das Podest. Nachdem sie bei den Weltmeisterschaften in Ruka in beiden Disziplinen Rang neun erreicht hatte, wurde sie bei den Olympischen Winterspielen von Turin Zwölfte. In der Weltcup-Disziplinenwertung schaffte sie 2006/07 als Fünfte ein Karrierehoch, bei den Weltmeisterschaften in Madonna di Campiglio klassierte sie sich auf den Rängen fünf und acht. Aufgrund wiederholter Kreuzband-Operationen bestritt sie immer weniger Rennen und gab schließlich im April 2010 ihr Karriereende bekannt.
Bereits während ihrer Sportlaufbahn begann St-Pierre ein Studium in Kommunikation und Marketing an der Université de Sherbrooke. Später arbeitete die Tochter eines Gynäkologen und einer Krankenschwester als Pharmareferentin für ihren ehemaligen Sponsor Novartis und Ipsen. Seit Herbst 2021 ist sie für das US-Unternehmen Incyte als Key-Account-Managerin für Québec und die kanadische Atlantikküste zuständig. Sie ist verheiratet und lebt in Neuville in ihrer Heimatprovinz.

## Erfolge

### Olympische Spiele
- Turin 2006: 12. Moguls

### Weltmeisterschaften
- Deer Valley 2003: 3. Moguls, 9. Dual Moguls
- Ruka 2005: 9. Moguls, 9. Dual Moguls
- Madonna di Campiglio 2007: 5. Moguls, 8. Dual Moguls

### Weltcupwertungen
| Saison  | Gesamt | Gesamt | Moguls | Moguls | Dual Moguls | Dual Moguls |
| Saison  | Platz  | Punkte | Platz  | Punkte | Platz       | Punkte      |
| ------- | ------ | ------ | ------ | ------ | ----------- | ----------- |
| 2002/03 | –      | –      | 17.    | 324    | 15.         | 100         |
| 2003/04 | 26.    | 31     | 8.     | 435    | –           | –           |
| 2004/05 | 17.    | 32     | 8.     | 357    | –           | –           |
| 2005/06 | 15.    | 35     | 6.     | 389    | –           | –           |
| 2006/07 | 13.    | 35     | 5.     | 319    | –           | –           |
| 2007/08 | 99.    | 4      | 27.    | 40     | –           | –           |
| 2008/09 | 99.    | 6      | 26.    | 51     | –           | –           |

### Weltcupsiege
St-Pierre errang im Weltcup 8 Podestplätze, davon 2 Siege:
| Datum           | Ort            | Land   | Disziplin   |
| --------------- | -------------- | ------ | ----------- |
| 25. Januar 2003 | Fernie         | Kanada | Dual Moguls |
| 10. Januar 2004 | Mont-Tremblant | Kanada | Moguls      |

### Weitere Erfolge
- 1 Podestplatz im Nor-Am Cup
- 4 Podestplätze im Australia New Zealand Cup